# Planigale maculata
Planigale maculata is een roofbuideldier uit het geslacht der platkopbuidelmuizen (Planigale). De wetenschappelijke naam van de soort werd voor het eerst geldig gepubliceerd door John Gould in 1851.

## Taxonomie
Deze soort is gezien als de nauwste verwant van de Nieuw-Guinese Planigale novaeguineae, maar is genetisch mogelijk nauwer verwant aan een onbeschreven soort uit de Pilbara ("Planigale 1"). Er bestaan sterke verschillen tussen de populaties en het is mogelijk dat de soort in feite een soortcomplex betreft. Er worden twee ondersoorten erkend:
- Planigale maculata maculata (Gould, 1851) – komt voor in de oostelijke delen van de verspreiding in de staten Queensland en New South Wales.
- Planigale maculata sinualis (Thomas, 1926) – komt voor in noordelijk Australië, in het Noordelijk Territorium en West-Australië, komt ook voor op het eiland Groote Eylandt.

## Kenmerken
P. maculata is een grote platkopbuidelmuis met een niet al te zeer afgeplatte kop. De bovenkant van het lichaam is roodbruin, soms met bleke vlekken, de onderkant geelgrijs. De dunne staart is korter dan de kop-romplengte. De kop-romplengte bedraagt 70 tot 95 mm, de staartlengte 60 tot 90 mm en het gewicht 6 tot 12 g.

## Leefwijze
Deze soort is 's nachts actief, leeft op de grond en eet ongewervelden. In het Noordelijk Territorium worden er 8 tot 12 jongen per nest geboren en kunnen er het hele jaar door geboortes plaatsvinden. In het oosten worden er slechts 5 tot 10 jongen geboren en alleen van oktober tot januari. Vrouwtjes kunnen per jaar minstens twee nesten krijgen. Mannetjes kunnen tot ze minstens twee jaar oud zijn nog paren.

## Voorkomen
De soort komt voor in Noord- en Oost-Australië. Deze soort leeft in zegge- en struiklandschappen en zandduinen in de Kimberley en het noorden van het Noordelijk Territorium, inclusief het Groote Eylandt, en in bossen langs de oostkust van de punt van het Kaap York-schiereiland tot de rivier Hunter in New South Wales.
Planigale gilesi · Platkopbuidelmuis (Planigale ingrami) · Planigale kendricki · Planigale maculata · Planigale novaeguineae · Planigale tealei · Planigale tenuirostris